# Zgornja Orlica
Zgornja Orlica – wieś w Słowenii, w gminie Ribnica na Pohorju. W 2018 roku liczyła 90 mieszkańców.